# Michael Rohde
Michael Rohde (nascut el 26 d'agost de 1959) és un jugador d'escacs i advocat estatunidenc, que té el títol de Gran Mestre Internacional des de 1988.
Rohde va obtenir el títol de Mestre Nacional als tretze anys i el de Mestre Internacional el 1976, seguit del de Gran Mestre el 1988. En un moment donat, va arribar a ocupar el lloc 59è a la classificació mundial.
El 1975 va ser el Campió Nacional d'Escacs Escolars, i l'any següent va ser el Campió de Secundària del país. Va obtenir el primer lloc al Campionat Obert dels Estats Units el 1991, així com diversos altres títols. Va escriure la columna "La partida del mes" per a Chess Life de 1991 a 2006.
L'agost de 2007, Rohde va empatar al primer lloc a l'US Open Championship a Cherry Hill, Nova Jersey.
Actualment, treballa com a professor d'escacs.